# ادیلسون (بازیکن فوتبال، زاده ۱۹۹۳)
ادیلسون (انگلیسی: Edílson؛ زادهٔ ۲۵ مارس ۱۹۹۳) بازیکن فوتبال اهل برزیل است.
از باشگاه‌هایی که در آن بازی کرده‌است می‌توان به باشگاه فوتبال پالمیراس اشاره کرد.